# Ghiacciaio Clausen
Il ghiacciaio Clausen (in inglese Clausen Glacier) è uno stretto ghiacciaio situato sulla costa di Walgreen, nella parte orientale della Terra di Marie Byrd, in Antartide. Il ghiacciaio, il cui punto più alto si trova ad oltre 2.600 m s.l.m., fluisce verso nord a partire dalla sommità del monte Takahe fino ad arrivare in un punto poco a ovest della roccia Knezevich.

## Storia
Il ghiacciaio Clausen è stato mappato dallo United States Geological Survey grazie a ricognizioni terrestri dello stesso USGS e a fotografie aeree scattate dalla marina militare statunitense nel periodo 1959-66; esso è stato poi così battezzato dal Comitato consultivo dei nomi antartici in onore del glaciologo Henrik B. Clausen, dell'Università di Berna, membro della squadra del Programma Antartico degli Stati Uniti d'America di stanza alla stazione Byrd nel periodo 1969-70.